# Aleksandr Askoldov
Aleksandr Askoldov (russisk: Александр Яковлевич Аскольдов) (født 17. juni 1932 i Moskva i Sovjetunionen, død 21. maj 2018 i Sverige) var en sovjetisk filminstruktør og skuespiller.

## Filmografi
- Kommissæren (Комиссар, 1967)[1][2]